# Kulspruta m/39
Kulspruta m/39 (Ksp m/39C) es la designación sueca de la ametralladora construida bajo licencia de la firma Browning Arms por la Carl Gustafs Stads Gevärsfaktori . Muy similar a la Browning M1919, sin embargo, es una versión simplificada de la Kulspruta m/36, a su vez desarrollada a partir de la Ksp 14-29, que a su vez se basaba en la Browning M1917 A1. Destinada para emplearse en los tanques suecos Centurion y vehículos blindados, está disponible con alimentación tanto desde la derecha como desde la izquierda, esta última empleada a bordo del VCI CV 90. Disparaba los cartuchos 6,5 x 55 y 8 x 63 ; aproximadamente desde 1975, fue recalibrada para disparar el cartucho 7,62 x 51 OTAN.